# Kene Holliday
Kenneth Earl „Kene“ Holliday (gesprochen: Kenny Holliday; * 25. Juni 1949 in Copiague, New York) ist ein US-amerikanischer Film- und Theater-Schauspieler. Er wirkt seit den 1970er Jahren in zahlreichen Fernsehserien und -filmen, meist im Krimi-Genre, mit. Seine bekannteste Rolle ist die des Tyler Hudson in der Krimiserie Matlock.

## Leben
Holliday wuchs in Copiague auf. Seine Eltern waren Baptisten. Als Holliday zwölf Jahre alt war, starb sein Vater. 1967 schloss er die Highschool ab und begann ein Studium an der University of Maryland. Hier erwachte sein Interesse an der Schauspielerei. 1969 spielte er dort in Eugene O’Neills The Hairy Ape und war damit der erste Afroamerikaner, der auf der Hauptbühne der Universität eine Hauptrolle verkörperte. Nach seinem Abschluss übernahm er Theaterrollen an der Folger Shakespeare Library in Washington, D.C. und leitete dort auch Workshops. 1975 wurde er wegen Alkohol- und Drogenproblemen entlassen. In den folgenden zwei Jahren konnte er aber dennoch in David Rabes Off-Broadway-Drama Streamers auftreten.
1971 hatte Holliday seine erste Fernsehrolle, aber erst ab 1976 arbeitete er regelmäßig vor der Kamera. Bereits 1977 erlangte er seine erste größere Rolle in der Comedy-Serie Carter Country, in welcher er in allen 44 Folgen den Polizisten Curtis Baker verkörperte. Es folgten Gastauftritte in mehreren Fernsehserien und Rollen in Fernsehfilmen. 1984 gab er in Das Philadelphia Experiment sein Kino-Debüt. 1986 erlangte er in der Fernsehserie Matlock erneut eine Hauptrolle. Während der 3. Staffel 1989 wurde seine Arbeit wieder stark durch seine Alkohol- und Drogensucht beeinträchtigt. Er begab sich in eine Entzugsklinik und wirkte nicht weiter an der Serie mit.
Holliday ist seit 1996 in dritter Ehe mit Linda Copling verheiratet. Aus seinen beiden vorangegangenen Ehen ging jeweils ein Kind hervor. Nach seiner Hochzeit mit Linda Copling war er mehrere Jahre als Evangelist tätig.

## Filmografie
- 1971: Love, American Style (Fernsehserie, 1 Folge)
- 1976: Kojak – Einsatz in Manhattan (Fernsehserie, 2 Folgen)
- 1977–1979: Carter Country (Fernsehserie, 44 Folgen)
- 1978: Der unglaubliche Hulk (Fernsehserie, 1 Folge)
- 1979: Roots – Die nächsten Generationen (Fernseh-Miniserie, 1 Folge)
- 1979: Lou Grant (Fernsehserie, 1 Folge)
- 1979: Quincy (Fernsehserie, 1 Folge)
- 1979: Junge Schicksale (Fernsehserie, 1 Folge)
- 1980: Soap – Die Ausgeflippten (Fernsehserie, 2 Folgen)
- 1980: Hart auf Hart (Fernsehserie, 1 Folge)
- 1980: Hauch des Todes (Fernsehfilm)
- 1980–1984: Benson (Fernsehserie, 2 Folgen)
- 1981: See China and Die (Fernsehfilm)
- 1981: Chicago Story (Fernsehfilm)
- 1981: The Two Lives of Carol Letner (Fernsehfilm)
- 1981–1983: The Greatest American Hero (Fernsehserie, 2 Folgen)
- 1982: Dirty Kid (Dangerous Company, Fernsehfilm)
- 1982: Hart aber herzlich (Hart to Hart, Fernsehserie, Folge: Einfach Hart)
- 1982: Die Jeffersons (Fernsehserie, 1 Folge)
- 1982: Die Pranke der Tigerin (Fernsehfilm)
- 1982–1984: Polizeirevier Hill Street (Fernsehserie, 4 Folgen)
- 1983: The Best of Times (Fernsehserie, 1 Folge)
- 1984: Das Philadelphia Experiment
- 1984: G.I. Joe: The Revenge of Cobra (Fernseh-Miniserie, 5 Folgen, Stimme)
- 1984: Eine starke Nummer
- 1985: Hollywood Beat (Fernsehserie, 1 Folge)
- 1985: Das As im Ärmel (Fernsehfilm)
- 1986: Ein Colt für alle Fälle (Fernsehserie, 1 Folge)
- 1985–1986: G.I. Joe (Fernsehserie, 36 Folgen, Stimme)
- 1986: G.I. Joe: Arise, Serpentor, Arise! (Fernsehfilm, Stimme)
- 1986: InHumanoids (Fernsehserie, 1 Folge, Stimme)
- 1986–1989: Matlock (Fernsehserie, 68 Folgen)
- 1987: G.I. Joe: The Movie (Direct-to-Video, Stimme)
- 1987: Besuchen Sie Europa! (Fernsehfilm)
- 1990: Perry Mason und der Tod eines Idols (The Case of the Silenced Singer, Fernsehfilm)
- 1991: Die Josephine-Baker-Story (Fernsehfilm)
- 1991: Doogie Howser, M.D. (Fernsehserie, 1 Folge)
- 1992: Jake und McCabe – Durch dick und dünn (Fernsehserie, 1 Folge)
- 1992: Stormy Weathers – Eine Detektivin schlägt zurück (Fernsehfilm)
- 1996: Diagnose: Mord (Fernsehserie, 1 Folge)
- 1996: Sparks & Sparks (Fernsehserie, 1 Folge)
- 1996: Dangerous Minds (Fernsehserie, 1 Folge)
- 1996: The Wayans Bros. (Fernsehserie, 1 Folge)
- 1998: Bulworth
- 1999: Profiler (Fernsehserie, 1 Folge)
- 1999: Alabama Dreams (Fernsehserie, 1 Folge)
- 2000: Miracle on the Mountain: The Kincaid Family Story (Fernsehfilm)
- 2000: The District – Einsatz in Washington (Fernsehserie, 1 Folge)
- 2004: Hope and Faith (Hope & Faith, Fernsehserie, 1 Folge)
- 2005: Law & Order: New York (Fernsehserie, 1 Folge)
- 2006: The Immaculate Misconception
- 2007: Great World of Sound
- 2008: Criminal Intent – Verbrechen im Visier (Fernsehserie, 1 Folge)
- 2009: Everybody's Fine
- 2011: The Human War
- 2015: Handle Your Business (Fernsehfilm)

## Auszeichnungen und Nominierungen
|      | Ergebnis  | Kategorie             | Award                                             |
| ---- | --------- | --------------------- | ------------------------------------------------- |
| 2007 | Nominiert | Breakthrough Actor    | Gotham Award                                      |
| 2007 | Gewonnen  | Best Male Performance | Newport International Film Festival, Rhode Island |
| 2008 | Nominiert | Best Supporting Actor | Chlotrudis Award                                  |
| 2008 | Nominiert | Best Supporting Male  | Independent Spirit Award                          |